# Dariusz Tkaczyk (autor)
Dariusz Tkaczyk (ur. 1960 w Starachowicach) – autor przewodników górskich.

## Życiorys
Swoją przygodę z górami zaczynał od Beskidów, Tatr i innych pasm leżących w bliskim zasięgu. Jednak od czasów studiów na Politechnice w Niemczech, po pierwszym wyjeździe w Dolomity do dziś jest zafascynowany tym miejscem. Po powrocie do kraju mieszka i pracuje w Gdańsku. Uprawia żeglarstwo morskie i kajakarstwo. Poza Dolomitami odwiedza inne góry północnych Włoch, zwłaszcza Dolomity Brenty i Alpi dell’Adamello e della Presanella.

## Publikacje
- Dolomity t.I Wschód, Wydawnictwo Sklep Podróżnika, 2013, wyd. III zmienione  ISBN 978-83-7136-100-5
- Dolomity, t. II Zachód, Wydawnictwo Sklep Podróżnika, wydanie I, 2007,  ISBN 978-83-7136-046-6
- Dolomity t. III Brenta, Wydawnictwo Sklep Podróżnika, wydanie I, 2011, ISBN 978-83-7136-081-7